# Бахмач
Ба́хмач (укр. Бахмач) — город в Нежинском районе Черниговской области Украины, административный центр Бахмачской городской общины. До 17 июля 2020 года был административным центром Бахмачского района. Расположен на реке Борзенка. Важный железнодорожный узел.

## Название
Слово «бахмач» в переводе с тюркских языков языков означает «высокое место на холме, откуда лучше всего видно его окрестности, смотровая площадка». Далее от глагола «bax» – «смотреть»

## Население
В 1989 году численность населения составляла 22 824 человек, на 1 января 2025 года — 16 300 человек.
По данным переписи 2001 года украинцы составляли 94,45 % населения города, русские — 4,53 %.

### Языковой состав
Родной язык населения по данным переписи 2001 года:
| Язык       | Численность, чел. | Доля     |
| ---------- | ----------------- | -------- |
| Украинский | 18 838            | 95,03 %  |
| Русский    | 894               | 4,51 %   |
| Другое     | 91                | 0,46 %   |
| Итого      | 19 823            | 100,00 % |

В настоящее время украинский язык является официальным и основным языком города.

## История
Впервые упоминается 1147 году в Ипатьевской летописи как поселение Черниговского княжества, однако вскоре был разрушен во время феодальных междоусобиц между князьями Ольговичами Черниговскими и Мстиславовичами Киевскими.
Город Батурин (в 30 км к северу от Бахмача) в 1669—1708 и 1750—1764 гг. являлся резиденцией гетманов Левобережной Украины.
Бахмачская и соседняя Голинская сотни были своеобразной гвардией Ивана Мазепы, особо преданной гетману и поддержавшей его союз со Швецией.
В конце XVII — начале XVIII века неподалёку от Бахмача гетманом Иваном Мазепой построен дворец и посажен парк. В этой загородной резиденции подолгу гостили «тайные друзья гетмана, которых неудобно было показывать другим». Сюда Филипп Орлик привозил иезуита Зеленского с универсалом польского короля. В октябре 1708 года Мазепа из этого дворца отсылает к Карлу XII Быстрицкому с заявлением: «прибывших в Бахмач сам публично на Евангелии Праздником присягали, … что не для приватной своей пользы, но для общего добра целой отчизны и войска приняли протекции короля шведского».
В XIX веке в Бахмаче проживали чумаки, которые торговали с Крымом (солью) и Черкассами (рыбой).
Развитие Бахмача активизировалось после завершения строительства в 1869 году Курско-Киевской и Либаво-Роменской (1873) железных дорог. Тогда же построили станцию и посёлок железнодорожников.
В 1891 году Бахмач являлся торговым местечком Конотопского уезда Полтавской губернии с населением 5 тыс. человек, в котором действовали две православные церкви и не имелось промышленных предприятий.
В начале декабря 1917 года в районе станции Бахмач произошёл первый вооружённый конфликт частей Украинской Народной Республики с советскими войсками, вызванный отказом украинских войск пропустить через узловую железнодорожную станцию Бахмач двигавшийся со стороны Гомеля отряд Р. И. Берзина и И. И. Вацетиса (3 полка и артдивизион), который рассчитывал, пройдя через территорию УНР, ударить в тыл белоказакам Дона. Натолкнувшись на решительное вооружённое сопротивление, красные войска были вынуждены повернуть обратно.
8-13 марта 1918 года под Бахмачем проходили бои между германскими войсками и отступавшими на восток чехословацкими частями. Чехословакам удалось сдержать продвижение немцев и обеспечить уход своих эшелонов на российскую территорию.
В январе 1919 стал местом боёв между РККА и Черноморской дивизией УНР за контроль над Левобережной Украиной.
После окончания гражданской войны активизировалось развитие местной промышленности.
25 октября 1938 года посёлок Бахмач получил статус города.
В годы Великой Отечественной войны Бахмач претерпел огромные разрушения. От бомбежек был разрушен железнодорожный вокзал станции Бахмач. Немецкая администрация работала в городе больше двух лет: 1941—1943 гг. После жестоких боёв, Бахмач был освобождён 9 сентября 1943 года войсками 75-й гвардейской стрелковой дивизии.
По состоянию на начало 1950 года здесь действовали предприятия по обслуживанию железнодорожного транспорта, птицекомбинат и маслозавод.
В 1968 году население города составляло 14,4 тыс. человек, по состоянию на начало 1970 года крупнейшими действующими предприятиями являлись птицекомбинат и комбинат по производству молочных консервов и сушке овощей, а в начале 1970х годов здесь был построен и введён в эксплуатацию завод химического машиностроения.

## Современное состояние
Сегодня Бахмач — это город, где пересекаются ветки пяти направлений: Московского, Харьковского, Днепропетровского, Минского и Киевского. Социально-культурные и образовательные заведения города: три средних дневных школы и вечерняя ООШ, гимназия, школа искусств, 8 библиотек, центральная районная больница, три поликлиники, районный дом культуры, клуб железнодорожников.

## Галерея

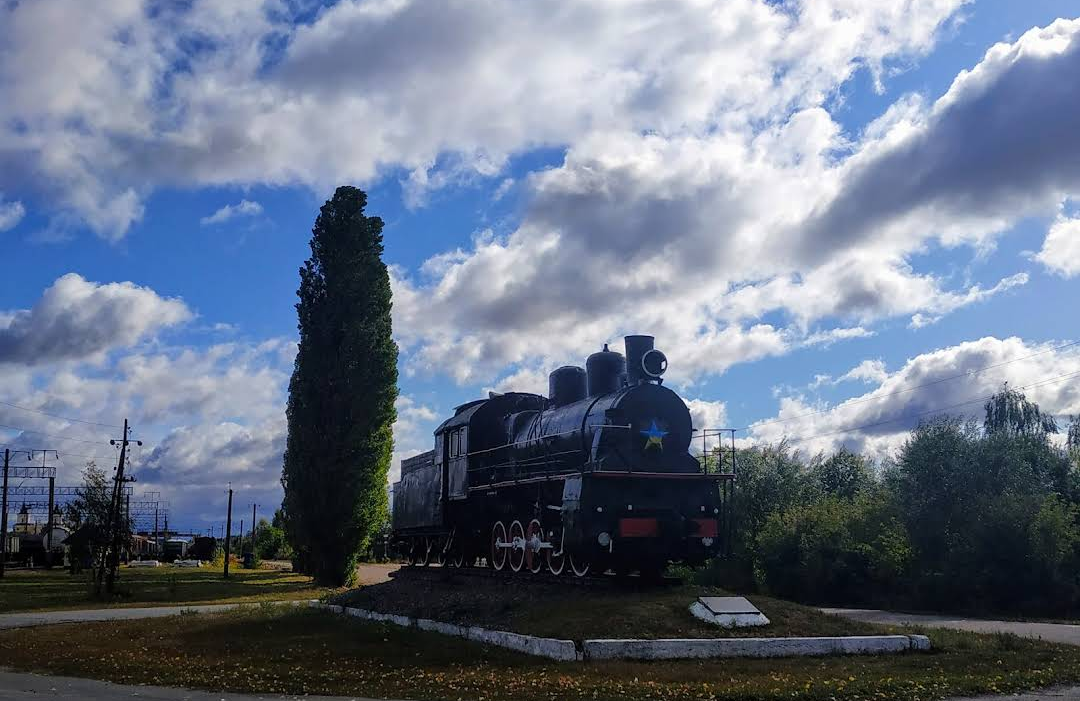
Паровоз серии Эм установленный в 1988 году.
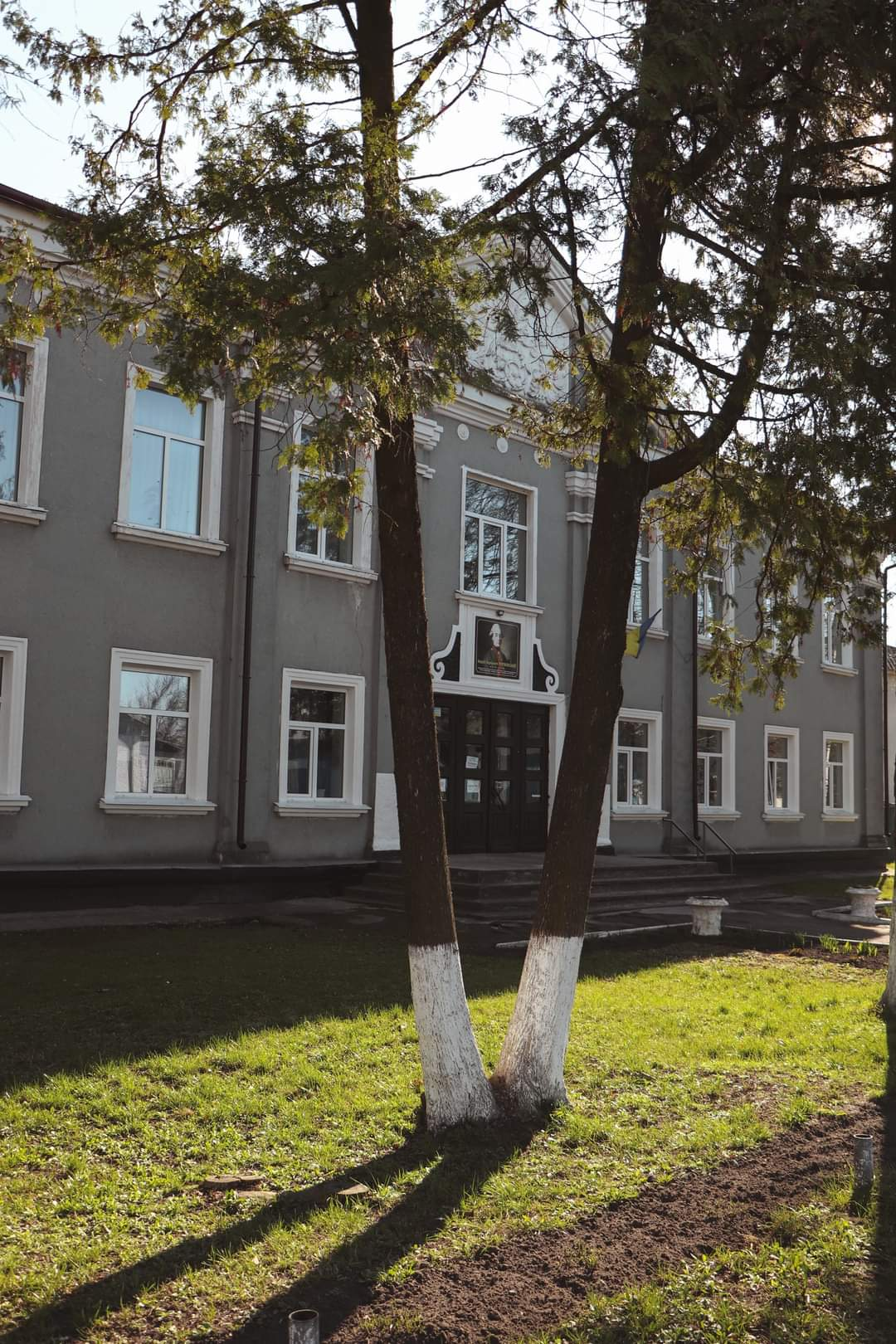
Музыкальная школа
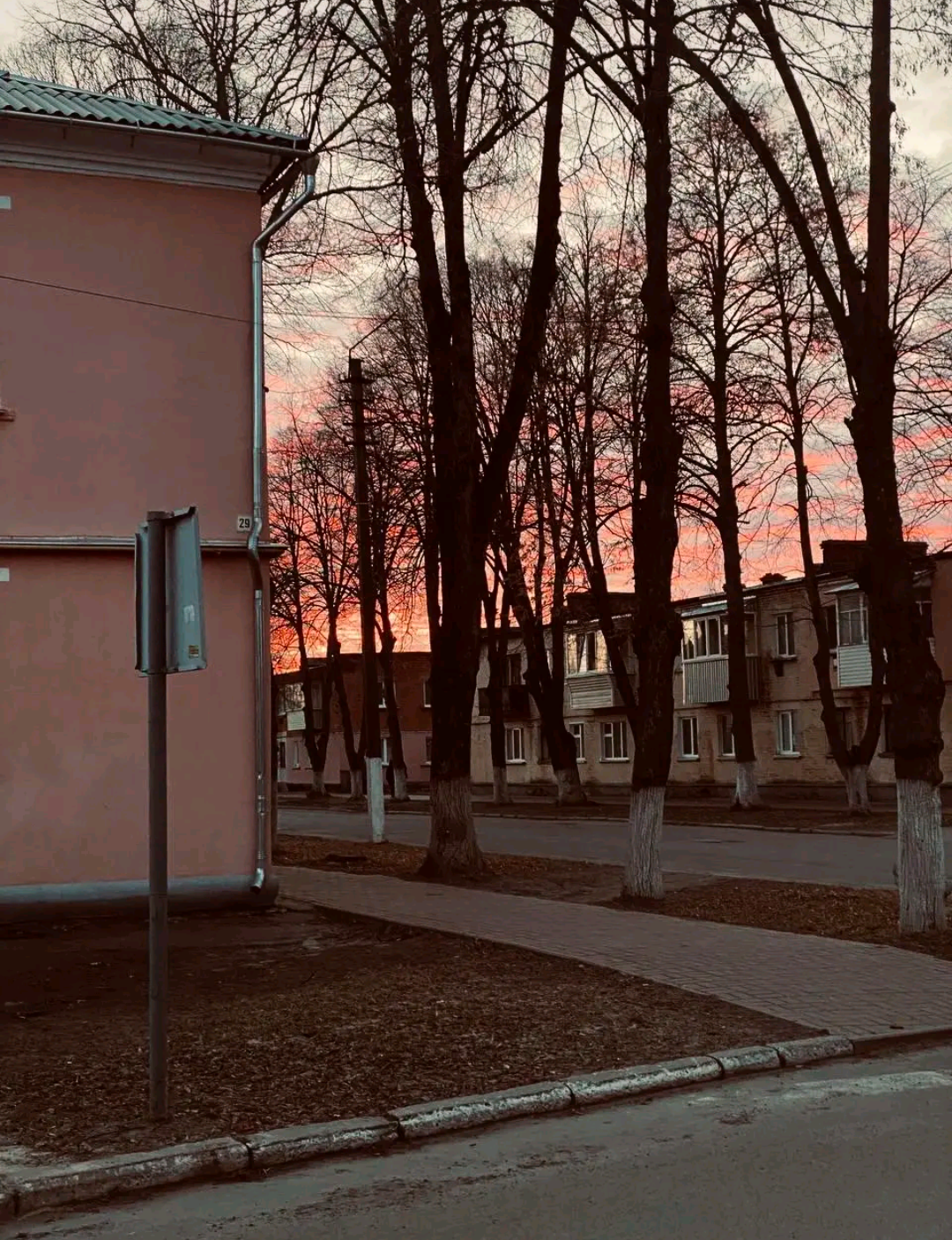
Улицы Бахмача

## Достопримечательности

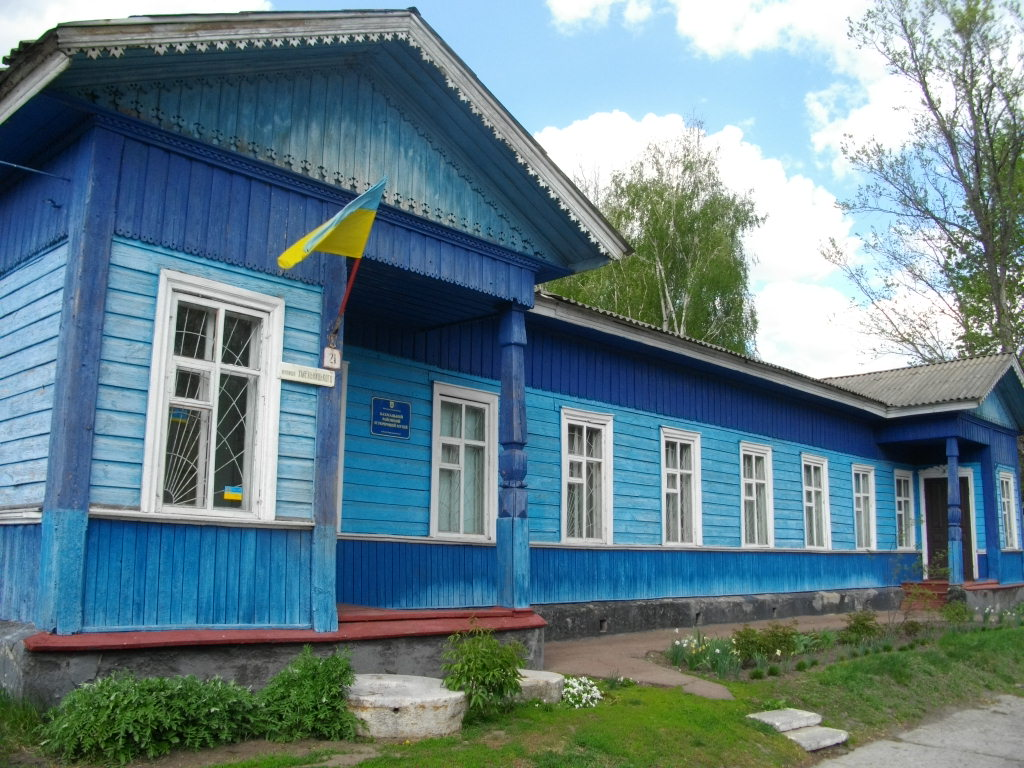
Исторический музей

- Бахмачский районный исторический музей. Экспозиция охватывает все эпохи: Киевской Руси, Хмельниччины (1648—1657), гетманства Ивана Мазепы, строительство Курско-Киевской железной дороги. и т. д.
- Вокзал станции Бахмач-Пассажирский. Памятник архитектуры.

## Транспорт

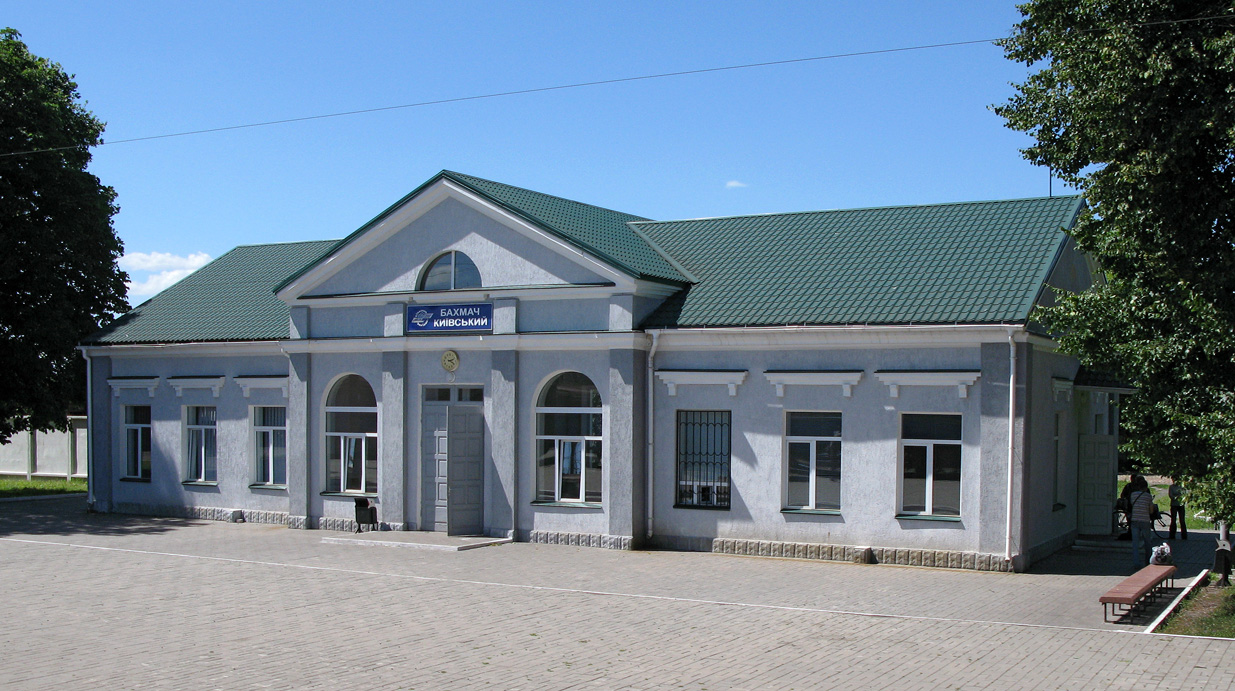
Железнодорожная станция Бахмач-Киевский

Через город проходят четыре железнодорожные линии. На территории города находятся железнодорожные станции: Бахмач-Пассажирский, Бахмач-Киевский, Бахмач-Товарный.

## Спорт
В городе базировался футбольный клуб «Аверс», выступавший в областных и всеукраинских любительских соревнованиях, а в сезоне 1997/98 игравший во второй лиге чемпионата Украины.
Так же была создана команда "Агродом".

## СМИ
В городе выходят две районные еженедельные газеты («Голос Присеймів’я» и «Порадник»).

## Уроженцы
- Айзенберг, Валерий Харитонович — российский художник.
- Бережной, Василий Павлович — советский писатель и журналист.
- Данько, Григорий Владимирович (род. 1956) — советский и украинский спортсмен и тренер.
- Ковалевский, Анатолий Николаевич (1916—1945) — участник Великой Отечественной войны, Герой Советского Союза.
- Коломийченко, Иван Дмитриевич — командир 800-го стрелкового полка 143-й стрелковой дивизии 47-й армии 1-го Белорусского фронта, подполковник, Герой Советского Союза.
- Неволько, Григорий Иванович — философ, мыслитель.
- Паристый, Иван Леонтьевич (1930—2005) — советский и российский железнодорожник, руководитель Московской железной дороги (1978—1998).
- Петровская, Елена Николаевна — советский украинский, российский кинематографист, писатель, композитор.
- Трахтенберг, Наум Ефимович — советский архитектор.
- Чеченя, Николай Константинович — участник советско-финской и Великой Отечественной войн. Полный кавалер ордена Славы.
- Яременко, Игнат Гаврилович — украинский художник и гравёр, ученик художника Николая Мурашко[19].

## Интересные факты
- Имя «Бахмач» носит вспомогательное судно Военно-морских сил Украины — малый морской танкер с бортовым номером «U759»[20].
- В Праге, районе Дейвице есть Бахмачская площадь. На чешском «Bachmačské náměstí, Praha, Česká republika».
- В повести Анатолия Рыбакова «Кортик» есть упоминание о Бахмаче как железнодорожном узле[источник не указан 582 дня].